# Cygnus X-3
Cygnus X-3 es una poderosa fuente de rayos-X localizada a 37.000 años luz en la constelación de Cygnus. Fue descubierta en 1966. Aunque es sólo la tercera fuente de rayos-x más luminosa en la constelación, después de la famosa Cygnus X-1, se encuentra mucho más apartada, en el lado más alejado de la galaxia, y es opacada por gas interestelar y polvo que hay cerca del plano galáctico. Cuando se corrige por la distancia, parece ser uno de los dos o tres objetos más luminosos de la galaxia. 
Cygnus X-3 es una binaria de Rayos X formada por una estrella Wolf-Rayet y un objeto compacto que podría ser una estrella de neutrones o un agujero negro. Las dos estrellas del sistema binario orbitan una alrededor de la otra en tan sólo 4.79 horas.
Este objeto se ha distinguido por sus intensas emisiones de rayos-X y radio. Durante llamaradas (outbursts) de unos días de duración, su flujo en radio puede multiplicarse hasta un factor 10000 y alcanzar decenas de janskys. Estas llamaradas están probablemente asociadas a eyecciones de materia en chorros de partículas. Las observaciones del Laboratorio de Investigación Naval realizadas en octubre de 1982, usando el Very Large Array, detectó una onda de choque durante una llamarada que se expandía aproximadamente a un tercio de la velocidad de la luz.
Cygnus X-3 ha sido recientemente detectado en rayos gamma de gigaelectronvoltios por los detectores a bordo de satélite AGILE y Fermi. Nunca ha sido detectado a mayor energía desde telescopios Cherenkov en tierra.
- Datos: Q1147725
- Multimedia: Cygnus X-3 / Q1147725